# Cheiracanthium kashmirense
Cheiracanthium kashmirense is een spinnensoort uit de familie Cheiracanthiidae.
De wetenschappelijke naam van de soort werd in 1991 gepubliceerd door Majumder & Benoy Krishna Tikader.